# Gle Alue Ie Jerengeh
Gle Alue Ie Jerengeh är ett berg i Indonesien.   Det ligger i provinsen Aceh, i den västra delen av landet, 1 800 km nordväst om huvudstaden Jakarta. Toppen på Gle Alue Ie Jerengeh är 330 meter över havet.
Terrängen runt Gle Alue Ie Jerengeh är kuperad åt nordost, men åt sydväst är den platt.Runt Gle Alue Ie Jerengeh är det mycket glesbefolkat, med 4 invånare per kvadratkilometer. I omgivningarna runt Gle Alue Ie Jerengeh växer i huvudsak städsegrön lövskog.